# Ne le criez pas sur les toits
Pour plus de détails, voir Fiche technique et Distribution.
Ne le criez pas sur les toits est un film français réalisé par Jacques Daniel-Norman, sorti en 1943

## Synopsis
Vincent Fleuret, préparateur du professeur Moucherotte, l'assiste dans ses travaux sur la recherche de la formule du "Benzil", un extraordinaire super-carburant synthétique. La veille de la découverte, le professeur meurt en laissant supposer que Fleuret est le dépositaire de la formule. Aussitôt, de nombreux trusts financiers vont tendre de multiples traquenards à l'innocent chercheur, lequel va épouser la jeune et jolie journaliste qui va l'aider à sauver sa vie.

## Fiche technique
- Titre : Ne le criez pas sur les toits
- Réalisation : Jacques Daniel-Norman
- Scénario : Jean Bernard-Luc, Alex Joffé
- Adaptation : Jean Manse
- Dialogue : Jean Bernard-Luc
- Photographie : Léonce-Henri Burel, Jacques Mercanton
- Montage : Pierre Caillet, Jean Sacha
- Décors : Robert Giordani
- Musique : Roger Dumas
- Son : Marcel Royné
- Production : Société Nouvelle des Établissements Gaumont
- Directeur de production : Alexis Plumet
- Tournage du 16 novembre à décembre 1942
- Pays de production :  France
- Format :  Noir et blanc - 35 mm
- Genre : Comédie dramatique
- Durée : 88 minutes
- Date de sortie : France - 14 juillet 1943
- Affiche : Roger Cartier (France)

## Distribution
- Fernandel : Vincent Fleuret, préparateur du professeur Moucherotte
- Robert Le Vigan : Le professeur Léonard Bontagues
- Meg Lemonnier : Renée Lancel, la journaliste
- Jacques Varennes : Octave
- Paul Azaïs : P'tit Louis
- Henri Arius : Trapu
- Thérèse Dorny : Mme Noblet
- Marie-Josée "Claire" Mafféi : Angélica Noblet, la fille
- Georges Lannes : Mr Cartier
- Pierre Feuillère : Riquet, le fils Noblet
- Jean Toulout : Le président du tribunal
- Léon Belières : Mr Edouard Noblet
- Marcel André : L'avocat général
- Albert Gercourt : Le professeur Moucherotte
- Gaston Séverin : L'avocat de Vincent
- Jacques Berlioz : Le professeur Holtz
- Robert Dalban : Un plombier
- Manuel Gary : Un journaliste
- Lucien Brûlé : L'avocat de la défense
- Jean Daniel : Le groom
- Robert Moor : Un commanditaire
- Harry James : Un commanditaire
- Rudy Caumont
- Madeleine Pages
- Simone Antonetti